# Portogruaro Calcio Associazione Sportiva Dilettantistica
O Portogruaro Calcio A.S.D. é um clube de futebol italiano sediado em Portogruaro, Veneto. O clube nasceu em 1919 e foi refundado em 1990 após junção dos clubes Associazione Calcio Portogruaro (da cidade de Portogruaro) e Associazione Calcio Summaga, adotando primeiramente o nome Calcio Portogruaro Summaga e depois retornando à nomenclatura atual.
Nos últimos anos, a equipe vem em ascensão, e na temporada 2009-10 venceu a Lega Pro Prima Divisione, conseguindo a primeira posição em batalha contra o Hellas Verona, chegando pela primeira vez, na Serie B italiana. No entanto, dificuldades financeiras levaram o clube à falência. 
No verão de 2013, um grupo de torcedores decidiu, a fim de não terminar após 94 anos de história do futebol competitivo em Portogruaro, fundar uma nova realidade esportiva.
O Portogruaro Calcio A.S.D. concentra-se sobretudo na formação de jovens. O clube também possui uma equipe de futebol infantil e futebol feminino.